# Gare de Saulxures
Ne pas confondre avec la gare de Saulxures-sur-Moselotte dans les Vosges
La gare de Saulxures est une ancienne halte ferroviaire française de la ligne de Strasbourg-Ville à Saint-Dié, située sur le territoire de la commune de Colroy-la-Roche, à proximité de Saulxures, dans la collectivité européenne d'Alsace.
Desservie par des trains express régionaux de la Société nationale des chemins de fer français (SNCF), elle ferme en 2018.

## Situation ferroviaire
Établie à 462 mètres d'altitude, la gare de Saulxures est située au point kilométrique (PK) 54,878 de la ligne de Strasbourg-Ville à Saint-Dié, entre les gares de Saint-Blaise-la-Roche - Poutay et de Bourg-Bruche.

## Histoire
La ligne d'intérêt local à voie normale de Rothau à Saales est mise en service en 1890 par la Direction générale impériale des chemins de fer d'Alsace-Lorraine (EL) et reconstruite comme ligne d'intérêt général dans les années 1920 par l'Administration des chemins de fer d'Alsace et de Lorraine (AL) créant ainsi une liaison directe de Strasbourg à Saint-Dié-des-Vosges. Le bâtiment voyageurs date de cette période.
En 2014, c'est une gare voyageurs d'intérêt local (catégorie C : moins de 100 000 voyageurs par an de 2010 à 2011), qui dispose d'un quai (voie unique) et un abri, desservie par des trains TER Grand Est de la relation : Strasbourg-Ville - Saales - Saint-Dié-des-Vosges (ligne 08). Un parc pour les vélos et un parking pour les véhicules y sont aménagés.
Le 20 décembre 2015 vers 9 h, un train Régiolis reliant Strasbourg à Saales a déraillé à 800 mètres de la gare de Saulxures. L'accident, qui n'a fait aucune victime, a été causé par l’éboulement sur 30 mètres de voie d’un mur de soutènement en béton.
La halte de Saulxures n'est plus desservie depuis le 18 septembre 2018. La desserte est seulement constituée d'autocars à tarification TER sur la relation : Saint-Dié - Molsheim (ou Rothau).

## Patrimoine ferroviaire
Déjà reconverti en habitation lors de l'abandon des dessertes ferroviaires de Saulxures, le bâtiment voyageurs se compose d'une aile basse et d'un corps de logis. Son empreinte au sol apparaît semblable aux bâtiments des gares de Saint-Blaise-la-Roche - Poutay et Fouday, construites à la même période, mais la forme du toit et la disposition du corps de logis diffèrent. Sur une vue aérienne de 1956, l'aile des voyageurs est plus courte et l'aspect est semblable au bâtiment de la gare de Bourg-Bruche.